# Alessandra Canale
Alessandra Canale, pseudonimo di Alessandra Pimpinella (Formia, 31 ottobre 1963), è un'annunciatrice televisiva e conduttrice televisiva italiana, in forza alla Rai come annunciatrice dal 20 novembre 1983 al 20 settembre 2003 e nuovamente dal 1º maggio 2010 al 28 maggio 2016.

## Biografia
Nel 1981 partecipa al concorso Miss Italia e poi si laurea in lettere e in giurisprudenza presso l'Università La Sapienza di Roma. Fino al 1986 prende parte come attrice non protagonista ad alcune pellicole della commedia sexy all'italiana. Dal 1989 è giornalista pubblicista iscritta all'Ordine del Lazio. Ha scritto anche alcuni libri: Le pagine gialle della TV (1996), La ragazza del Carrubo (1997), la raccolta di fiabe recitate Ti voglio raccontare una storia e Vi voglio bene (2004).
Il 20 novembre 1983 viene assunta dalla Rai come annunciatrice supplente dalla sede di Roma, per poi essere assunta definitivamente annunciando così i programmi di Rai 1, Rai 2, Rai 3, Rai International 1 e 2, RaiSat, conducendo le rubriche meteo di Rai 1 e Rai 3 (alternata alle sue colleghe), e le rubriche ACI sulla viabilità. Inoltre è stata al fiIanco di Aldo Biscardi in un'edizione de Il processo del lunedì su Rai 3 e ha partecipato e condotto diverse trasmissioni televisive come Ballando con le stelle, Torno sabato, Spaziolibero ed Il sabato dello Zecchino.
Il 20 settembre 2003 effettua il suo ultimo annuncio in prima serata su Rai 2 e al termine scoppia a piangere esclamando: «Io vi voglio bene tutti». Il fatto provoca polemiche ed i media nei giorni successivi riportano la notizia della volontà di Canale e di altre annunciatrici di fare causa alla Rai. Alessandra Canale presenterà successivamente un ricorso d'urgenza al tribunale del lavoro di Roma, che verrà accolto; la Rai ricorrerà contro questa decisione, specificando che la mansione di programmista regista (le era stato offerto tale compito alla trasmissione di Rai 2 In famiglia) era una mansione di grado superiore a quella di annunciatrice televisiva, per cui la Rai non aveva garantito una mansione equivalente, ma ne aveva offerta addirittura una migliore, vincendo questo secondo ricorso.
Un ulteriore ricorso vedrà Canale (nel frattempo tornata in video con la conduzione di Ma le stelle stanno a guardare) vincitrice. È tornata ad annunciare su Rai 2 il 1º maggio 2010, mentre nell'estate di quell'anno ebbe la possibilità di condurre il programma culinario Capotavola, in onda il sabato mattina. L'11 gennaio 2013, dopo dieci anni di assenza da Rai 3, in occasione della morte di Mariangela Melato ha effettuato due annunci di emergenza su questa rete, sostituendo Sarita Agnes Rossi. Ha effettuato un altro annuncio su Rai 3 il 9 settembre 2014, ma il suo ruolo di annunciatrice televisiva termina nel maggio 2016, con la definitiva cancellazione della figura della signorina buonasera dai palinsesti della Rai. Dal 23 agosto 2016 entra a far parte della struttura Rai Pubblica Utilità presentando le rubriche Rai CCISS (ora Rai Mobilità), Onda verde, Meteo Sera e Meteo Europa.

## Vita privata
Alcune fonti l'accreditano come nipote di Gianna Maria Canale, mentre secondo altri tra le due non esiste alcun rapporto di parentela.
Ha avuto una relazione con l'imprenditore e politico Amedeo Matacena, dal quale nel 1995 ha avuto un figlio, e nel 2013 si è sposata con il procuratore sportivo Antonio Caliendo.

## Filmografia

Alessandra Canale in Pierino il fichissimo (1981)

- Pierino il fichissimo, regia di Alessandro Metz (1981)
- Giovani, belle... probabilmente ricche, regia di Michele Massimo Tarantini (1982)
- W la foca, regia di Nando Cicero (1982)
- Delitto al Blue Gay, regia di Bruno Corbucci (1984)
- Miami Golem, regia di Alberto De Martino (1985)
- Le avventure dell'incredibile Ercole, regia di Luigi Cozzi (1985)
- Senza scrupoli, regia di Tonino Valerii (1986)

## Programmi TV
- Miss Italia (Canale 5, 1981) - Concorrente
- Annunciatrice di Rai 1, Rai 2, Rai 3 HD, Rai Sat, Rai International 1, Rai International 2 e presentatrice meteo del TG1 e TG3 e della rubrica viabilità ACI (1983-2003), Annunciatrice di Rai 2 (1 maggio 2010-maggio 2016), Annunciatrice di Rai 3 HD (11 gennaio 2013 e 9 settembre 2014)
- Prossimamente (Rai 1, Rai 2, Rai 3 HD, 1983-1984)
- Annunciatrice (Telenorba, 1983-1986)
- Il sabato dello Zecchino (Rai 1, 1984-1985)
- Buon Natale Bambino Gesù (Rai 1, 1984)
- Un asinello carico di... (Rai 1, 1985)
- Benvenuta, Primavera (Rai 1, 1985)
- L'avventura (Rai 2, 1986)
- L'arcobaleno (Rai 2, 1987)
- Cronache italiane (Rai 1, 1988)
- Domani sposi (Rai 1, 1988-1989)
- Venezia Cinema 89 (Rai 1, 1989)
- Ciao Fortuna (Rai 1, 1990)
- TGParlamento (Rai 1, 1990-1998)
- Spaziolibero (Rai 1, Rai 2, Rai 3 HD, 1991-1995, alternata alle altre annunciatrici)
- Il processo del lunedì (Rai 3 HD, 1991-1992)
- Ciao Italia (Rai 1, 1992-1993)
- In poltrona con voi (Rai 1, 1995)
- Tenera è la notte: In principio era il teatro (Rai 2, 1996)
- Fermata d'auto bus (Rai 3 HD, 1999)
- In famiglia (Rai 2, 2004) - programmista regista
- Ma le stelle stanno a guardare (Rai 2, 2004-2005)
- Il lotto alle otto (Rai 2, 2005-2007)
- Ballando con le stelle (Rai 1, 2006) - Concorrente
- Almanacco (Rai 2, 2007-2009)
- Capo Tavola (Rai 2, 2010)
- Rubrica CCISS (Rai 1, Rai 3 HD, Rai News 24, Radio Rai, 2016-in corso)

## Radio
- Onda verde (2016 - in corso)
- Meteo Sera  (2016 - in corso)
- Meteo Europa (2016 - in corso)